# Тіті Буенгу
Андре «Тіті» Буенгу (порт. André "Titi" Buengo, нар. 11 лютого 1980, Луанда) — ангольський футболіст, що грав на позиції нападника.
Виступав, зокрема, за клуби «Гренобль» та «Тур», а також національну збірну Анголи.

## Клубна кар'єра
Народився в Луанді, столиці Анголи, у 8-річному віці переїхав до Франції. У дорослому футболі дебютував 2000 року виступами за аматорську команду клубу «Олімпік Сен-Куентен», в якій провів один сезон, взявши участь у 31 матчі чемпіонату. З 2001 по 2002 роки виступав у складі клубу з Ліги 2 «Васкеаль».
З 2002 року грав у складі команди клубу «Кретей». Своєю грою за останню команду привернув увагу представників тренерського штабу клубу «Гренобль», до складу якого приєднався 2003 року. Відіграв за команду з Гренобля наступні два сезони своєї ігрової кар'єри. Загалом у Лізі 2 зіграв 73 матчі та відзначився 13-ма голами. По завершенні контракту зі швейцарським «Ксамаксом» перейшов до французького «Клермон». Станом на кінець грудня 2005 року відзначився 5-ма голами в футболці клуба (в тому числі й з пенальті). Уболівальники клубу неодноразово називали його найкращим гравцем команди. Але вже незабаром перейшов до «Ам'єна». В новому клубі він також став ключовим гравцем основного складу.
У сезоні 2007/08 років Тіті вперше в своїй кар'єрі став найкращим бомбардиром клубу, а також посів 4-те місце в списку бомбардирів Ліги 2. За підсумками чемпіонату команда посіла 3-тє місце.
Після завершення контракту з «Ам'єном», в 2008 році Тіті підписав 2-річний контракт з клубом «Труа», який поставив завдання за підсумками сезону вийти до Ліги 1. Проте результати клубу були провальними, він не лише не підвищився в класі, а й вилетів до Ліги 3. Проте Буенгу провів хороший сезон, відзначився 11-ма голами в 27-ми матчах чемпіонату та став найкращим бомбардиром клубу.
Наступний сезон Тіті розпочав у складі «Труа» в французькій Лізі 3 (4 голи в 10 матчах), але 19 жовтня 2009 року підписав контракт з «Шатору» до завершення сезону. В складі цієї команди дебютував дуже вдало, відзначився 4-ма голами в 3-ох матчах. За підсумками сезону 8-ме місце в списку найкращих бомбардирів Ліги 2 (13 голів у 27 матчах).
23 липня 2010 року підписав 2-річний контракт з «Туром», який виступав у французькій Лізі 2. У новому клубі перед ним стояло дуже важке завдання: замінити Олів'є Жіру, який перейшов до «Монпельє». Більшість часу, проведеного у складі «Тура», був основним гравцем атакувальної ланки команди. Протягом двох сезонів у «Турі» відзначився 13-ма голами в 49-ти матчах. Проте по завершенні сезону 2011/12 років контракт Буенгу з клубом не було проовжено, тому ангольський футболіст залишив «Тур» на правах вільного агента.
Після цього виступав у грецькому клубі «Олімпіакос» (Волос) та малайзійському «Пенангу». В січні 2016 року підписав аматорський контракт з клубом «Ам'єн».

## Виступи за збірну
1 березня 2006 року дебютував у складі національної збірної Анголи в товариському матчі проти Південної Кореї. У складі збірної був учасником чемпіонату світу 2006 року у Німеччині і Кубка африканських націй 2006 року в Єгипті. Протягом кар'єри у національній команді, яка тривала 5 років, провів у формі головної команди країни лише 7 матчів.

## Особисте життя
Незважаючи на те, що Тіті народився в Анголі, він не володіє португальською мовою. Після багатьох років проживання в Франції та Швейцарії, він вільно володіє французькою та може спілкуватися на базовому рівні англійською.
У квітні 2005 року в місті Невшатель, у нього народився первісток, хлопчик на ім'я Мілан. У квітні 2007 року вдруге став батьком, цього разу народилася дівчинка, яку назвали Алія.

## Статистика виступів
| Сезон       | Клуб                  | Турнір                | Чемпіонат            | Національний кубок | Єврокубки | Ангола  |
| ----------- | --------------------- | --------------------- | -------------------- | ------------------ | --------- | ------- |
| 2000 - 2001 | «Олімпік Сан-Куентен» | ЧФА                   | 31 матч / 7 голів    | -                  | -         | -       |
| 2001 - 2002 | «Васкеаль»            | Ліга 2                | 19 матчів / 3 голи   | 1 матч             | -         | -       |
| 2002 - 2003 | «Кретей»              | Ліга 2                | 37 матчів / 8 голів  | 4 матчі / 1 гол    | -         | -       |
| 2003 - 2004 | «Гренобль»            | Ліга 2                | 1 матч               | -                  | -         | -       |
| 2004 - 2005 | «Гренобль»            | Ліга 2                | 16 матчів / 2 голи   | 3 матчі / 1 гол    | -         | -       |
| 2004 - 2005 | «Ксамакс»             | Суперліга (Швейцарія) | 12 матчів / 1 гол    | -                  | -         | -       |
| 2005 - 2006 | «Клермон»             | Ліга 2                | 26 матчів / 8 голів  | 2 матчі / 1 гол    | -         | 2 матчі |
| 2006 - 2007 | «Ам'єн»               | Ліга 2                | 21 матч / 2 голи     | 3 матчі / 1 гол    | -         | 1 матч  |
| 2007 - 2008 | «Ам'єн»               | Ліга 2                | 32 матчі / 14 голів  | 8 матчів / 3 голи  | -         | -       |
| 2008 - 2009 | «Труа»                | Ліга 2                | 27 матчі / 11 голи   | 5 матчів / 3 голи  | -         | -       |
| 2009 - 2010 | «Труа»                | Ліга 2                | 10 матчів / 4 голи   | 3 матчів / 2 голи  | -         | -       |
| 2009 - 2010 | «Шатору»              | Ліга 2                | 27 матчів / 13 голів | -                  | -         | -       |
| 2010 - 2011 | «Тур»                 | Ліга 2                | 27 матчів / 7 голів  | 2 матчі / 1 гол    | -         | 2 матчі |
| 2011 - 2012 | «Тур»                 | Ліга 2                | 19 матчів / 5 голів  | 3 матчі            | -         | -       |

Останнє оновлення 22 травня 2012 року